# ناتالی مولهوزن
ناتالی مولهوزن (ایتالیایی: Nathalie Moellhausen؛ زادهٔ ۱ دسامبر ۱۹۸۵) شمشیرباز اهل ایتالیا است.